# (4015) Wilson-Harrington
107P/Wilson-Harrington
107P/Wilson-Harrington est une comète périodique.

## Description
Peu de choses la distinguent des autres comètes, sinon qu'elle est également désignée comme un astéroïde, (4015) Wilson-Harrington (qui, fortuitement, est actuellement le plus long nom d'astéroïde, avec 17 lettres).
La comète fut découverte le 19 novembre 1949 par Albert G. Wilson et Robert G. Harrington à l'observatoire Palomar. Seules trois observations photographiques furent alors obtenues et la comète fut perdue (observations insuffisantes pour déterminer une orbite assez précise pour savoir où chercher les futures apparitions de la comète).
Le 15 novembre 1979 un astéroïde aréocroiseur fut découvert par Eleanor F. Helin, également au Mont Palomar. Il reçut la désignation provisoire 1979 VA puis reçut le numéro permanent 4015, après que d'autres observations soient effectuées le 20 décembre 1988.
Le 13 août 1992 il a été annoncé que l'astéroïde (4015) 1979 VA et la comète 107P/Wilson-Harrington étaient le même objet. Depuis, un nombre suffisant d'observations de l'astéroïde a été accumulé pour obtenir une orbite bien précise, et la recherche sur de vieilles plaques photographiques antérieures à la découverte concordent avec les plaques de 1949 contenant les images de la comète perdue.
Bien que les images de 1949 montrent des caractéristiques cométaires, toutes les images ultérieures montrent une image ponctuelle, suggérant que ce pourrait être une comète inactive qui ne présente que de rares éruptions.
Son excentricité est de 0,624, ce qui est un peu élevé pour un astéroïde typique de la ceinture d'astéroïdes et plus habituel pour une comète périodique.
On ne connaît actuellement que quatre autres objets classés à la fois comme comète et comme astéroïde :
- (2060) Chiron (95P/Chiron),
- (7968) Elst-Pizarro (133P/Elst-Pizarro)
- (60558) Échéclos (174P/Echeclus),
- (118401) LINEAR (176P/LINEAR (LINEAR 52)).